# 10 ربيع الآخر
- السبت
- الأحد
- الاثنين
- الثلاثاء
- الأربعاء
- الخميس
- الجمعة

- 2528 سبتمبر 2024
- 2629 سبتمبر 2024
- 2730 سبتمبر 2024
- 281 أكتوبر 2024
- 292 أكتوبر 2024
- 303 أكتوبر 2024
- 14 أكتوبر 2024
- 25 أكتوبر 2024
- 36 أكتوبر 2024
- 47 أكتوبر 2024
- 58 أكتوبر 2024
- 69 أكتوبر 2024
- 710 أكتوبر 2024
- 811 أكتوبر 2024
- 912 أكتوبر 2024
- 1013 أكتوبر 2024
- 1114 أكتوبر 2024
- 1215 أكتوبر 2024
- 1316 أكتوبر 2024
- 1417 أكتوبر 2024
- 1518 أكتوبر 2024
- 1619 أكتوبر 2024
- 1720 أكتوبر 2024
- 1821 أكتوبر 2024
- 1922 أكتوبر 2024
- 2023 أكتوبر 2024
- 2124 أكتوبر 2024
- 2225 أكتوبر 2024
- 2326 أكتوبر 2024
- 2427 أكتوبر 2024
- 2528 أكتوبر 2024
- 2629 أكتوبر 2024
- 2730 أكتوبر 2024
- 2831 أكتوبر 2024
- 291 نوفمبر 2024
- 302 نوفمبر 2024
- 13 نوفمبر 2024
- 24 نوفمبر 2024
- 35 نوفمبر 2024
- 46 نوفمبر 2024
- 57 نوفمبر 2024
- 68 نوفمبر 2024

10 ربيع الآخر أو 10 ربيع الثاني أو يوم 10 \ 4 (اليوم العاشر من الشهر الرابع) هو اليوم التاسع والتسعين من أيَّام السنة (أو المائة لو كان شهر صفر مُتممًا لليوم الثلاثين) وفق التقويم الهجري القمري (العربي). يبقى بعده 255 أو 256 يومًا لانتهاء السنة.

## أحداث
- 966 هـ - دخول الإلخان محمود غازان مدينة دمشق بعد أن حقق انتصارًا عظيمًا على السلطان المملوكي الناصر محمد قلاوون في معركة مرج المروج.
- 1115 هـ - تولي السلطان العثماني أحمد الثالث بن محمد الرابع عرش الدولة العثمانية.
- 1294 هـ - إعلان روسيا الحرب على الدولة العثمانية في عهد السلطان عبد الحميد الثاني، بعد رفض الباب العالي التدخل في شئون الدولة الداخلية بحجة حماية الأقليات المسيحية.
- 1302 هـ - القوات الموالية للإمام محمد أحمد المهدي تحتل الخرطوم.
- 1352 هـ - القيام بأول رحلة لشركة طيران وطنية مصرية بين مدينتي القاهرة والإسكندرية.
- 1367 هـ -
  - إعلان الأمم المتحدة استقلال ليبيا، وتحررها من الاستعمار الإيطالي.
  - عصابات الهاجاناه الصهيونية تقصف الأحياء العربية في حيفا بقذائف المورتار.
- 1384 هـ - انتخاب شارل حلو رئيسًا للجمهورية اللبنانية.
- 1385 هـ - تأسيس جمعية المركز الإسلامي الخيرية في الأردن تحت شعار "خدمة المجتمع"، وتهتم الجمعية بإنشاء المدارس والمستشفيات ورعاية الفقراء.
- 1398 هـ - صدور قرار مجلس الأمن الدولي رقم 425 المتعلق بجلاء إسرائيل عن لبنان.
- 1420 هـ - ولي عهد المغرب الأمير مولاي محمد يتولى الحكم خلفًا لوالدة الملك الحسن الثاني بعد وفاته تحت اسم محمد السادس.
- 1425 هـ - هجوم مسلح في الخبر بالسعودية على أحد المجمعات السكنية يحصد 22 قتيل و25 جريح، وتنظيم القاعدة يتبنى مسؤولية الهجوم.
- 1426 هـ - توقيع اتفاق سلام بين الحكومة الإندونيسية ومتمردي آتشيه بالعاصمة الفنلندية هلسنكي، يهدف إلى إنهاء واحد من أطول الصراعات في آسيا، والذي راح ضحيته أكثر من 12 ألفًا على مدى ثلاثة عقود. على أن يراقب مسؤولون وجنود من الاتحاد الأوروبي وآسيا تطبيق الاتفاقية.
- 1432 هـ -
  - اندلاع الاحتجاجات السورية ضد نظام بشار الأسد.
  - ملك مملكة البحرين حمد بن عيسى يعلن حالة الطوارئ لمدة ثلاثة شهور ويكلف قائد قوة الدفاع باتخاذ كل التدابير اللازمة لحماية سلامة البلاد والمواطنين وذلك بعد يوم من دخول قوات درع الجزيرة للبحرين لمواجهة أعمال العنف المصاحبة للاحتجاجات مناهضة للحكومة.
  - انتخاب المطران بشارة الراعي بطريركًا للكنيسة المارونية خلفًا للبطريرك نصر الله بطرس صفير، ليكون بذلك البطريرك السابع والسبعون للكنيسة.
- 1433 هـ - عقد الجلسة المشتركة لمجلسي الشعب والشورى في مصر وذلك لبدأ اختيار اللجنة التأسيسية لوضع الدستور.
- 1437 هـ - مُسلَّح يفتح النار على طُلَّاب ومُوظفين في جامعة باشا خان في باكستان ويقتل أكثر من 20 شخصًا.
- 1438 هـ - مقتل 5 جنود إسرائيليين وجرح 15 أخرين في هجوم نفذه شاب فلسطيني يدعى فادي القنبر بسيارة شاحنة في منطقة جبل المكبر جنوب مدينة القدس.
- 1439 هـ - اندلاع احتجاجات مناهضة للحكومة في عدد من المدن الإيرانية بسبب ارتفاع تكلفة المعيشة.

## مواليد
- 1331 هـ - مولود فرعون، كاتب جزائري.
- 1338 هـ - إبراهيم الشامي، ممثل مصري.
- 1341 هـ - عبد الحفيظ التطاوي، ممثل مصري.
- 1350 هـ - عبد العزيز النمش، ممثل كويتي اشتهر بأداء شخصية المرأة.
- 1359 هـ - عادل إمام، ممثل مصري.
- 1362 هـ - زينب حبش، شاعرة وكاتبة فلسطينية.
- 1364 هـ - سامية أمين، ممثلة مصرية.
- 1367 هـ -
  - شاهيناز، ممثلة مصرية.
  - أحلام الجريتلي، ممثلة مصرية.
- 1396 هـ - شمس، ممثلة مصرية.
- 1397 هـ - هشام إسماعيل، ممثل مصري.
- 1405 هـ - دنيا سمير غانم، ممثلة مصرية.
- 1411 هـ - إريك سعادة، مغني بوب سويدي من أصل لبناني.

## وفيات
- 201 هـ - فاطمة بنت موسى الكاظم، ابنة الإمام موسى الكاظم.
- 561 هـ - عبد القادر الجيلاني، عالم مسلم وأحد أعلام التصوف.
- 1339 هـ - محمد عبد الله حسان، قائد وطني صومالي.
- 1351 هـ - محمد توفيق البكري، عالم لغوي وأديب مصري ونقيب الأشراف في مصر.
- 1357 هـ - أحمد وفيق، عالم ومفكر سياسي مصري.
- 1368 هـ - علي الجارم، شاعر مصري.
- 1369 هـ - أحمد الجابر الصباح، حاكم الكويت العاشر.
- 1397 هـ - عبد الحليم حافظ، مطرب مصري.
- 1401 هـ - شفيق نور الدين، ممثل مصري.
- 1420 هـ - الحسن الثاني، ملك المغرب.
- 1429 هـ - تركي الهنداوي، عسكري أردني.
- 1438 هـ - أكبر هاشمي رفسنجاني، رئيس إيران الأسبق.

## وصلات خارجية
- صحيفة اليوم: حدث في مثل هذا اليوم.
- موقع قصة الإسلام: حدث في شهر ربيع الأوَّل.